# 安全フィルム

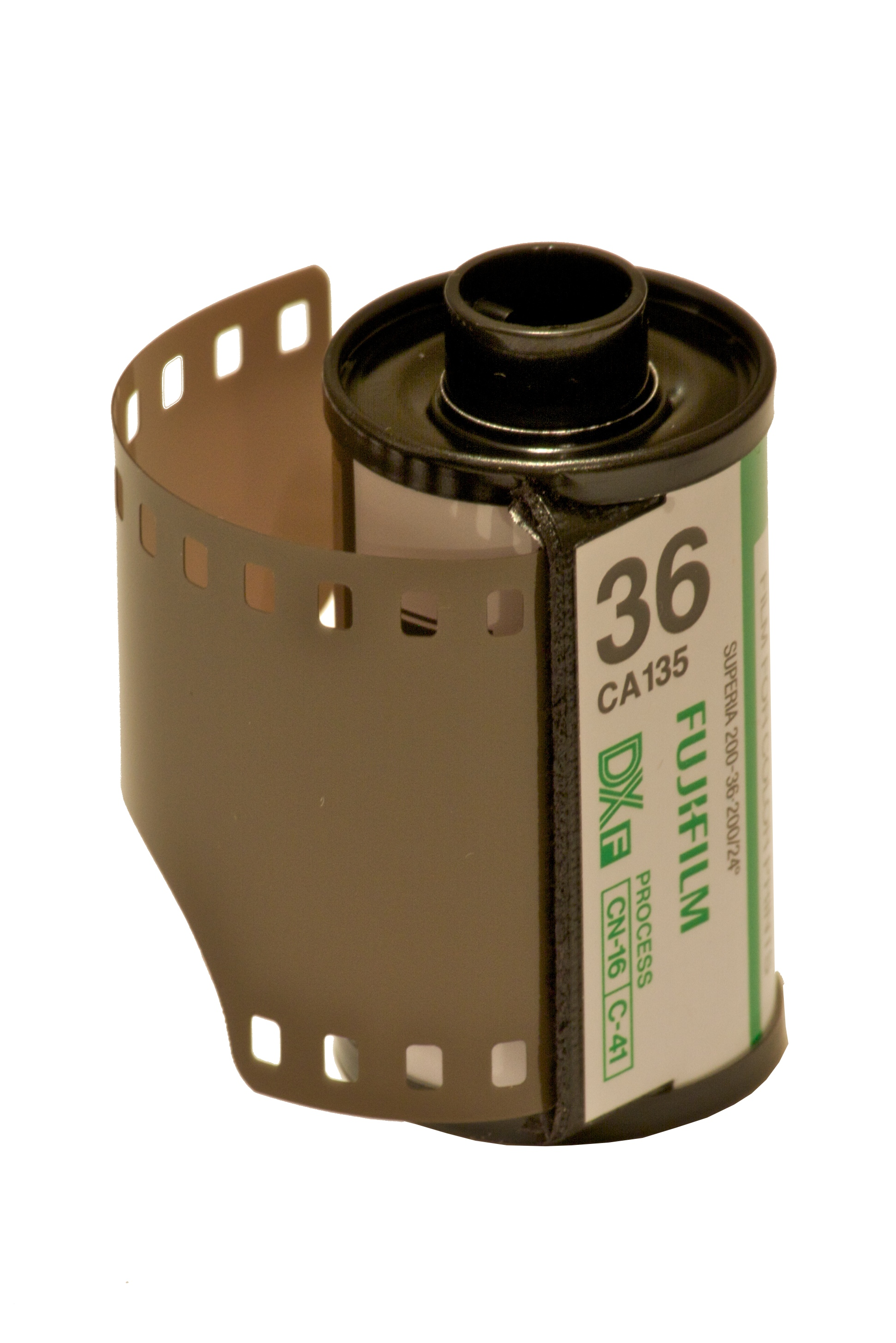
現代の写真フィルムにはアセテートフィルムが使われている

安全フィルム（英語: safety film、セーフティーフィルムとも）は、写真フィルムの一種。映画フィルム上に映像を記録する感光乳剤をアセチルセルロース、トリアセチルセルロース、あるいはポリエステルに接着したフィルム・ストックのこと。これらは、すべて可燃性が低く、もし着火したとしてもゆっくり燃える。
1940年代までに映画用あるいは写真用に使われていたナイトレートフィルムは、ベースにニトロセルロースを使っていたため、常温でも非常に燃えやすく不安定であった。そのため、初期の映画の多くは、燃えたり腐食したりして永久に失われた。日本でも1984年のフィルムセンター火災により映像ライブラリが痛手を負っている。

## TACフィルム
トリアセチルセルロース（TAC）をベース素材としたフィルム。1950年代から長らく主流だったが、TACフィルムを日本のような高温多湿の場所で長期保存した場合、徐々に加水分解・劣化することが判明した。これは劣化したフィルムから酢酸臭がすることからビネガー・シンドローム（Vinegar syndrome）と呼ばれている。公文書の保管に使われるマイクロフィルムもTACフィルムを利用しており、このビネガーシンドロームに対する対処法の研究が急がれている。

## ポリエステルフィルム
1990年代から市場導入された、アセテートフィルムよりも劣化が少ないとされる写真フィルム。アドバンストフォトシステムではPEN（ポリエチレンナフタレート）樹脂がベース素材として採用された。現在では、より強く長持ちするPET（ポリエチレンテレフタレート。通称「ESTERベース」）も使われている。